# Ewa Cabajewska
Ewa Cabajewska (née Winnicka le 8 novembre 1978 à Varsovie) est une joueuse de volley-ball polonaise. Elle mesure 1,76 m et joue au poste de passeuse. 

## Clubs
| Club                     | De        | À         |
| ------------------------ | --------- | --------- |
| Bielsko-Biała            | 1998-1999 | 2000-2001 |
| Skra Varsovie            | 2001-2002 | 2001-2002 |
| TI Volley Innsbruck      | 2002-2003 | 2002-2003 |
| KPSK Stal Mielec         | 2004-2005 | 2004-2005 |
| Muszynianka Muszyna      | 2005-2006 | 2006-2007 |
| Dąbrowa Górnicza         | 2007-2008 | 2007-2008 |
| LTS Legionovia Legionowo | 2008-2009 | 2008-2009 |
| AZS Białystok            | 2010-2011 | 2012-2013 |
| Budowlani Łódź           | 2013-2014 | 2013-2014 |
| Sparta Varsovie          | 2014-2015 | 2014-2015 |
| MLKS Zawisza Sulechów    | oct 2015  | nov 2015  |
| KS Developres Rzeszów    | 2015-2016 | 2015-2016 |
| Uni Opole                | 2016-2017 | …         |

## Palmarès
- Championnat de Pologne
  - Vainqueur : 2006.
  - Finaliste : 1998.